# Павлов Микола Микитович
Микола Микитович Павлов (9 червня 1921, Нємково — 1 жовтня 1999, Київ) — Герой Радянського Союзу, в роки радянсько-німецької війни командир кулеметного розрахунку 931-го стрілецького полку 240-ї стрілецької дивізії 38-ї армії Воронезького фронту, старший сержант.

## Біографія
Народився 9 червня 1921 року в селі Нємково Чагодощенского району Вологодської області в селянській родині. Росіянин. Член КПРС з 1943 року. Закінчив неповну середню школу, працював рахівником, а потім головою сільгоспартілі.
У 1940 році призваний до лав Червоної Армії. У боях радянсько-німецької війни з червня 1941 року. Воював на Воронезькому фронті. У ніч на 3 жовтня 1943 року на рибальському човні подолав Дніпро в районі села Лютіж Вишгородського району Київської області та успішно закріпився на правому березі. 5—12 жовтня 1943 року в боях з розширення та утриманню плацдарму особисто знищив станковий кулемет і до 30 гітлерівців.
Указом Президії Верховної Ради СРСР від 13 листопада 1943 року за мужність і героїзм, проявлені при форсуванні Дніпра і утриманні плацдарму старшому сержанту Миколі Микитовичу Павлову присвоєно звання Героя Радянського Союзу з врученням ордена Леніна і медалі «Золота Зірка» (№ 2252).

Могила Миколи Павлова

Після закінчення війни проходив службу у військах Міністерства внутрішніх справ. З 1979 року полковник М. М. Павлов — в запасі. Жив у Києві. Помер 1 жовтня 1999 року. Похований у Києві на міському кладовищі «Берківці».
Нагороджений орденом Леніна, орденом Червоного Прапора, орденом Вітчизняної війни 1-го ступеня, орденом Вітчизняної війни 2-го ступеня, медалями.
У селищі Чагода встановлено стелу, де викарбувано його ім'я.